# Brachyphaea simpliciaculeata
Brachyphaea simpliciaculeata är en spindelart som beskrevs av Lodovico di Caporiacco 1949. Brachyphaea simpliciaculeata ingår i släktet Brachyphaea och familjen flinkspindlar.
Artens utbredningsområde är Kenya. Inga underarter finns listade.